# Versterking (materiaal)

Vezelversterkte kunststof.

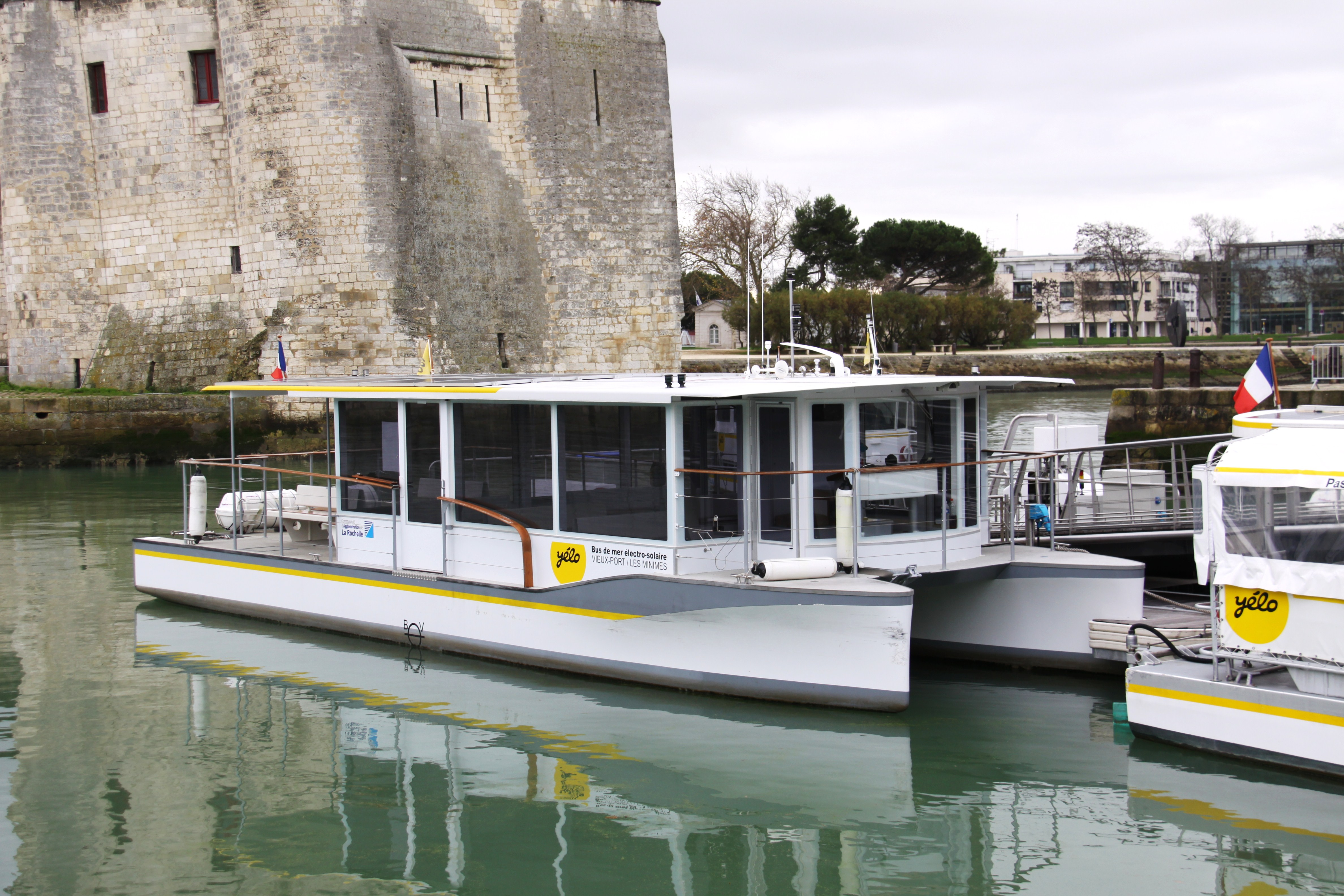
Met glasvlies versterkte boot op zonne-energie.

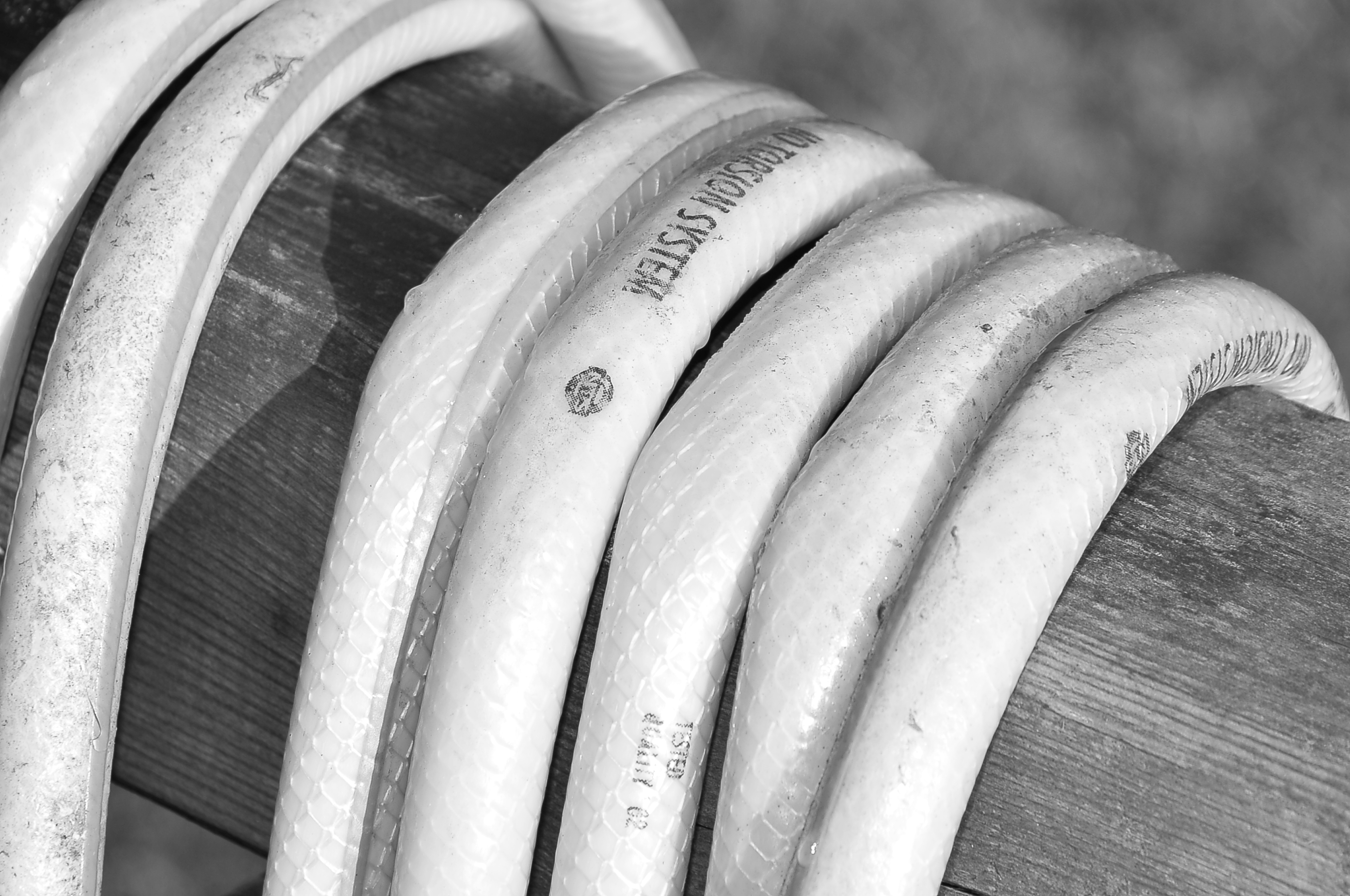
Met breisel versterkte tuinslang.

Onder versterking van een materiaal verstaat men het toevoegen van bijvoorbeeld vezels, textiel of een poeder aan een materiaal om de mechanische eigenschappen van het materiaal te verbeteren. Deze eigenschappen kunnen zijn: modulus, sterkte, hardheid, barstdruk, slagvastheid en brosheid of slijtvastheid.

## Versterkingsmaterialen
De toevoeging van de versterking kan gebeuren in de vorm van:

#### Vezels of pulp
Glasvezels worden vaak bijgemengd in kunststof spuitgietproducten om de sterkte te verbeteren. Aramidepulp wordt toegevoegd aan remvoeringen en koppelingsplaten als vervanger van asbest. Cellulose en PVA vezels worden gebruikt als vervanger voor asbest in vezelcement toepassingen (golfplaten e.d.).

#### Garen
Garen wordt gebruikt als wikkeling in kunststofsilo's en buizen om de sterkte en de stijfheid te verbeteren. In vezelcement platen worden in de lengterichting van de platen garens ingelegd om het doorslagrisico te verminderen.

#### Non-wovens
Voor non-wovens is de kunststofsector een groot toepassingsgebied. Een zeer bekend voorbeeld is de versterking van polyester voor boten met glasvlies of glasmatten. Aan dakbedekking wordt een glasvlies toegevoegd als brandvertraging en ze wordt versterkt met een polyestervlies met glasdraden. Ook wordt polyestervlies toegepast in tapijttegels als ondergrond en stabilisator en in de vloerbedekking van auto's vanwege de goede vervormbaarheid. In combinatie met een weefsel wordt het toegepast als ondergrond in getuft kunstgras.

#### Weefsels, breisels of vlechtsels
Deze textiele producten worden voor zeer uiteenlopende toepassingen gebruikt, Een echte high tech toepassing is het versterken van de neuskegel van een raket met weefsels. Ook in vliegtuigen wordt met weefsel versterkte kunststof gebruikt. Een al lang bekende toepassing is een buisvormig geweven versterking voor brandslangen. In koelwaterslangen in auto's zit meestal een gevlochten buis. Tuinslangen zijn vaak met een breisel versterkt. Verbeteren van de barststerkte is hier het voornaamste doel. Hard ballistics (pantserplaten) worden versterkt met weefsels uit aramide (Twaron, Kevlar) of UHMWPE (Dyneema). Toepassingen zijn o.a. bepantsering van auto's en militaire voertuigen. In autobanden zitten verschillende lagen weefsel elk met een andere functie. In fietsbanden zat oorspronkelijk een katoenen canvas weefsel. In de betere banden is dit vervangen door aramide om lekrijden tegen te gaan.

#### Poeders
Kwartszand wordt vaak aan polyesters toegevoegd als vulmiddel en om de stijfheid en slijtvastheid van de kunststof te verhogen. Tijdens het polymerisatieproces zorgt het zand voor de koeling van het reactiemengsel. Als vulmiddel verlaagt het de kostprijs van het materiaal.